# Distributiekanaal
Onder een distributiekanaal wordt elk middel of milieu verstaan waardoor leveranciers en afnemers met elkaar communiceren, zodat een goederenstroom ontstaat, materieel of virtueel. Voorbeelden hiervan zijn een supermarkt, weekmarkt, bioscoop, kapsalon, een bezoek aan huis van een adviseur, een telefoongesprek, een brief, een e-mail, een SMS-bericht, streaming media, chatten en andere.
Vroeger maakten bedrijven gebruik van een enkel distributiekanaal: de kruidenier had een winkel en de colporteur kwam aan de deur. Met de opkomst van het call center en het internet zijn bedrijven steeds meer distributiekanalen naast elkaar gaan gebruiken en gingen daarmee van één distributiekanaal (monochannel) naar meer kanalen (multichannel-distributie).

## Directe en indirecte distributiekanalen
Een distributiekanaal kan direct zijn of uit meerdere schakels bestaan:
- Bij een direct distributiekanaal zijn er slechts twee partijen betrokken: de verkoper en de klant. Voorbeelden zijn: directe verkoop van eigen landbouwproducten op de boerderij aan consumenten; fabrikanten en verzekeringsmaatschappijen die via hun eigen websites rechtstreeks producten en verzekeringspolissen verkopen aan consumenten; reserveren van overnachtingen via de eigen website van een B&B (dus zonder gebruik te maken van een platform).
- Bij een indirect distributiekanaal zijn er meerdere partijen betrokken om de afstand tussen producent en consument te overbruggen. Tussenschakels kunnen geografisch van aard zijn (om een afstand te overbruggen), logistiek/praktisch (het is zowel voor consumenten als voor producenten handiger om alle levensmiddelen in supermarkten te kunnen afzetten/kopen dan steeds kleine porties direct via landbouwers en fabrieken te distribueren), sociaal of psychologisch (als bijvoorbeeld een tussenpersoon nodig is om een drempel tot een dienst te verlagen). Andere voorbeelden zijn winkels, groothandel, exporteurs, importeurs, makelaars, online platforms (waarbij vraag en aanbod worden gematcht, zoals Marktplaats.nl en Airbnb) of andere intermediairs.